# Văn hóa Myanmar
Văn hóa của Myanmar chịu ảnh hưởng rõ rệt bởi Phật giáo và người Môn. Các quốc gia bên cạnh, cụ thể là Ấn Độ, Trung Quốc và Thái Lan đóng vai trò rất lớn góp phần hình thành nên văn hóa của Myanmar. Gần đây hơn, chế độ cai trị thuộc địa của Anh và Tây phương hóa đã ảnh hưởng nhiều mặt tới nền văn hóa, trong đó có ngôn ngữ và giáo dục của Myanmar.

## Nghệ thuật
Về phương diện lịch sử, nghệ thuật của Myanmar lấy cơ sở trên nền Phật giáo hay vũ trụ học và thần thoại Hindu. Có nhiều hình tượng Phật, mỗi hình tượng đều có các tính chất riêng biệt. Myanmar có 10 nghệ thuật truyền thống gọi là pan sè myo:
1. Nghề rèn (ပန္‌းပဲba-bè)
2. Nghề chạm khắc gỗ (ပန္‌းပု ba-bu)
3. Nghề thợ vàng (ပန္‌းထိမ္‌ ba-dein)
4. Stucco relief (ပန္‌းတော့ pan-daw)
5. Nghề thợ nề (ပန္‌းရန္‌ pa-yan)
6. Nghề chạm khắc đá (ပန္‌းတမော့ pan-ta-maw)
7. Nghề tiện (ပန္‌းပ္ဝတ္‌ pan but)
8. Nghề vẽ tranh (ပန္‌းခ္ယီba-gyi)
9. Nghề sơn (ပန္‌းယ္ဝန္‌း pan-yun)
10. Nghề đúc đồng (ပန္‌းတဥ္‌း ba-din)

Cùng với đó các nghệ thuật truyền thống như dệt lụa, làm đồ gốm, làm thảm, chạm đá quý, và làm lá vàng. Nghệ thuật kiến trúc thành trì rất độc đáo với gạch và vữa stucco, các ngôi chùa thường được phủ một lớp vàng lá trong khi các tu viện được dựng bằng gỗ (mặc dù các tu viện ở thành phố thường được xây dựng bằng nguyên liệu hiện đại).
Văn học Myanmar chịu ảnh hưởng rất lớn bởi Phật giáo, đáng chú ý là truyện Jataka. Do Phật giáo chính thống cấm những câu truyện hư cấu, nhiều tác phẩm thuộc thể loại người thật việc thật. Tuy vậy, quá trình thực dân hóa của Anh đã đem tới nhiều thể loại truyện viễn tưởng rất phổ biến ngày nay. Thơ là một nét rất đáng chú ý và có nhiều thể loại độc nhất vô nhị trong văn học Myanmar.
Pwe (nghệ thuật biểu diễn) nổi bật nên một nghệ thuật nhảy gọi lyo-da-ya a-ka vốn bắt chước với nghệ thuật nhảy của Thái Lan, trong đó người phụ nữ chỉ dùng tay và chân thể hiện tình cảm.